# Rúdnia (Pskov)
|  | Per a altres significats, vegeu «Rúdnia». |

Rúdnia (en rus: Рудня) és un poble de l'óblast de Pskov, a Rússia, segons el cens del 2010 tenia 8 habitants. Pertany al districte d'Usviati.